# 12291 Gohnaumann
12291 Gohnaumann eller 1991 LJ2 är en asteroid i huvudbältet som upptäcktes den 6 juni 1991 av den belgiske astronomen Eric W. Elst vid La Silla-observatoriet. Den är uppkallad efter Gottfried O. H. Naumann.
Asteroiden har en diameter på ungefär 13 kilometer.